# Saint Michaels (Maryland)
Pour les articles homonymes, voir Saint Michael.
Saint Michaels, aussi connue comme St. Michaels, est une ville du comté de Talbot dans le Maryland, aux États-Unis.
La ville est surtout connue pour la bataille de St. Michaels pendant la guerre anglo-américaine de 1812. Elle possède aussi le Chesapeake Maritime Museum fondé en 1965

## Personnalités liées à Saint Michaels
- Frederick Douglass ,
- Harold Baines,
- Dick Cheney,
- Amelia B. Coppuck Welby (1819-1852), qui y est née,